# Château de Septème
Le château de Septème est un ancien château fort, du XIVe siècle, remanié aux XVe et XVIe siècles, qui se dresse sur la commune de Septème dans le département de l'Isère, en région Auvergne-Rhône-Alpes. Le site concentre les ruines d'un premier château du XIe siècle, d'une enceinte du XIIIe siècle et le château actuel dont l'origine remonte aux XIVe – XVe siècle.
Au titre des Monuments historiques ; les remparts, les restes du premier château et du chemin de ronde de l'ancienne ville font l'objet d'un classement par arrêté du 12 février 1942 ; le château, la conciergerie et le parc font l'objet d'une inscription par arrêté du 27 février 1947.

## Situation
Le château de Septème est situé dans le département français de l'Isère sur la commune de Septème au sommet d'une butte dominant le bourg.

## Histoire
Un camp militaire romain fut construit le long de la voie romaine reliant Vienne à Milan au niveau de la « septième borne » d'où  l’origine du nom « Septeme ». C'est sur cet emplacement de ce camp romain que fut édifié un château fort au XIe siècle, un château carré sans tour d'angle dont l'existence est attestée par une charte en 1066.
Le château devient la possession de la famille de Beauvoir. Guillaume de Beauvoir met en gage pour 3 000 sols son château auprès de Béatrice, comtesse de Viennois et d'Albon et à son fils Guigues, qui lui redonne en fief, le 11 juillet 1239. Selon Ulysse Chevalier (1923), en décembre 1249, le château est vendu par le seigneur Guillaume de Beauvoir à Philippe de Savoie, frère du comte. Bernard Demotz (2000) indique l'achat par la maison de Savoie du château au cours de cette année là, tandis qu'Eugene L. Cox (1974), reprenant le Regeste dauphinois d'Ulysse Chevalier (1923), indique que cet achat a été fait par Pierre, le frère du comte, au nom de l'Église de Lyon. L'historien Thomas Mermet (1780-1846), dans son Histoire de Vienne  (1853), indique que les comte de Savoie rendent hommage pour ce fief à l'archevêque de Lyon. Philippe de Savoie se fait appeler seigneur de Septème depuis 1257.
En 1355 lors du traité de Paris, le château passe aux dauphins de Viennois.
Sous les règnes des comtes Philippe Ier, puis Amédée V, dans la seconde moitié du XIIIe siècle, le château est entourée d'une « enceinte d'un km avec archères et chemin de ronde » par le Maître Jacques de Saint Georges. Un second donjon est édifié. À l'intérieur du plain château fut construit au XIIe siècle une maison forte, à l'origine du château « moderne ». Elle est remaniée profondément au XVIe siècle par Louis Adhémar de Grignan, gouverneur du Lyonnais. En 1535, le donjon est surélevé d'une galerie à arcade.
Cette forteresse est utilisée encore jusqu’au milieu du XVIe siècle, puis les ruines des murs et des toitures ont comblé l’intérieur jusqu’au niveau du premier étage. De ce château il ne subsiste que des ruines.
Charles IX et sa mère, Catherine de Médicis, y séjournent dans la nuit du 16 au 17 juillet 1564. Le château sera ruiné à la Révolution.
Sous l'Empire, Septème appartient au comte André d'Albon, maire de Lyon. Le château est toujours la propriété de sa descendance : Anne Marie Claude d'Albon (1894-1982), arrière grand mère de la propriétaire actuelle, fait entrer Septème dans la famille de Kergorlay par son mariage en 1917 avec le comte Charles-Louis Marie François de Kergorlay (1889-1957).
Les actuels propriétaires (Blandine de Kergorlay et son mari, Benoît Deron) veillent sur la destinée et la mise en valeur de Septème depuis 2014. Tous deux habitent le château avec leurs enfants. Ils l'ouvrent largement au public et y organisent régulièrement des activités, concerts et expositions pour faire vivre ce patrimoine.

## Description

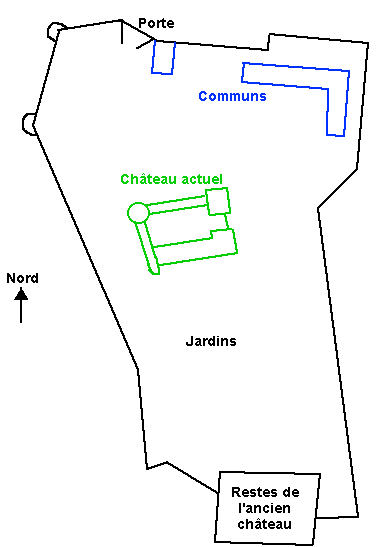
Plan schématique du château.

Le château fort est décrit, au cours du règne savoyard, comme un « Vincennes à la savoyarde », par le médiéviste Bernard Demotz.

### Architecture castrale
Une puissante enceinte d'environ 1 kilomètre de long est dressée à la fin du XIIIe siècle ou au XIVe siècle par le Maître Jacques de Saint Georges pour les comtes de Savoie. Bien conservée avec ses portes et ses archères, elle enchemise une massive forteresse du XVe siècle présentant un plan quadrangulaire irrégulier. On pénètre dans cette enceinte par une porte située au nord. On se trouve alors à l'emplacement de l'ancien village, désormais occupé par les communs du château. Autour d'une cour intérieur sont disposés les logis que des tours rondes ou carrées dominent aux angles, dont l'une de plan carrée est un grand donjon.
À l'intérieur du plain château fut construit au XIIe siècle une maison forte, à l'origine du château « moderne » construit aux XIVe – XVe siècle et dont la salle de garde occupe tout le rez-de-chaussée. Une tour ronde a été ajoutée au XIVe siècle, reliée à la  maison forte par une passerelle en bois. Au XVIe siècle la  maison forte est surélevée de deux étages devenant le donjon et la passerelle en bois remplacée par deux loggias dans le style Renaissance.
À l'intérieur de la cour se trouve encore un puits de plus de 60 mètres de profondeur.

### Parc et jardins
Les jardins ont été dessinés par Gabriel Luizet, pour le comte Jacques d'Albon.
Côté sud, un jardin à la française occupe l'espace jusqu'aux ruines du premier château, en partie comblé de terre pour le transformer en verger. Le jardin et le verger créés au début du XXe siècle font l'objet d'un pré-inventaire au titre des jardins remarquables .
Dans les différentes allées du parc et sur les pelouses, on pourra éventuellement apprécier et se réjouir de voir les nombreux paons qui déambulent en semi-liberté à l'intérieur des murs d'enceinte .

## Galerie de photos

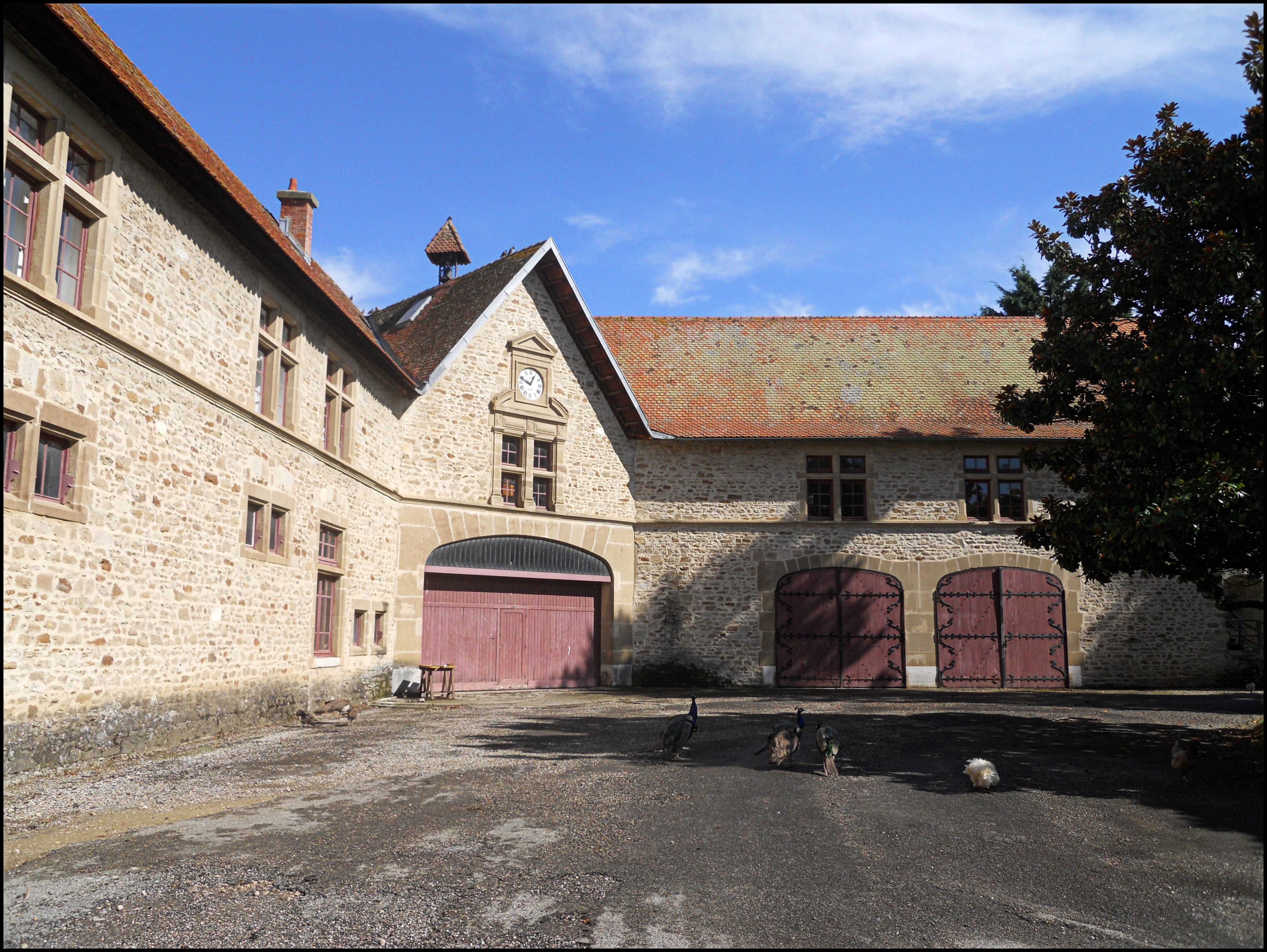
Communs du château .
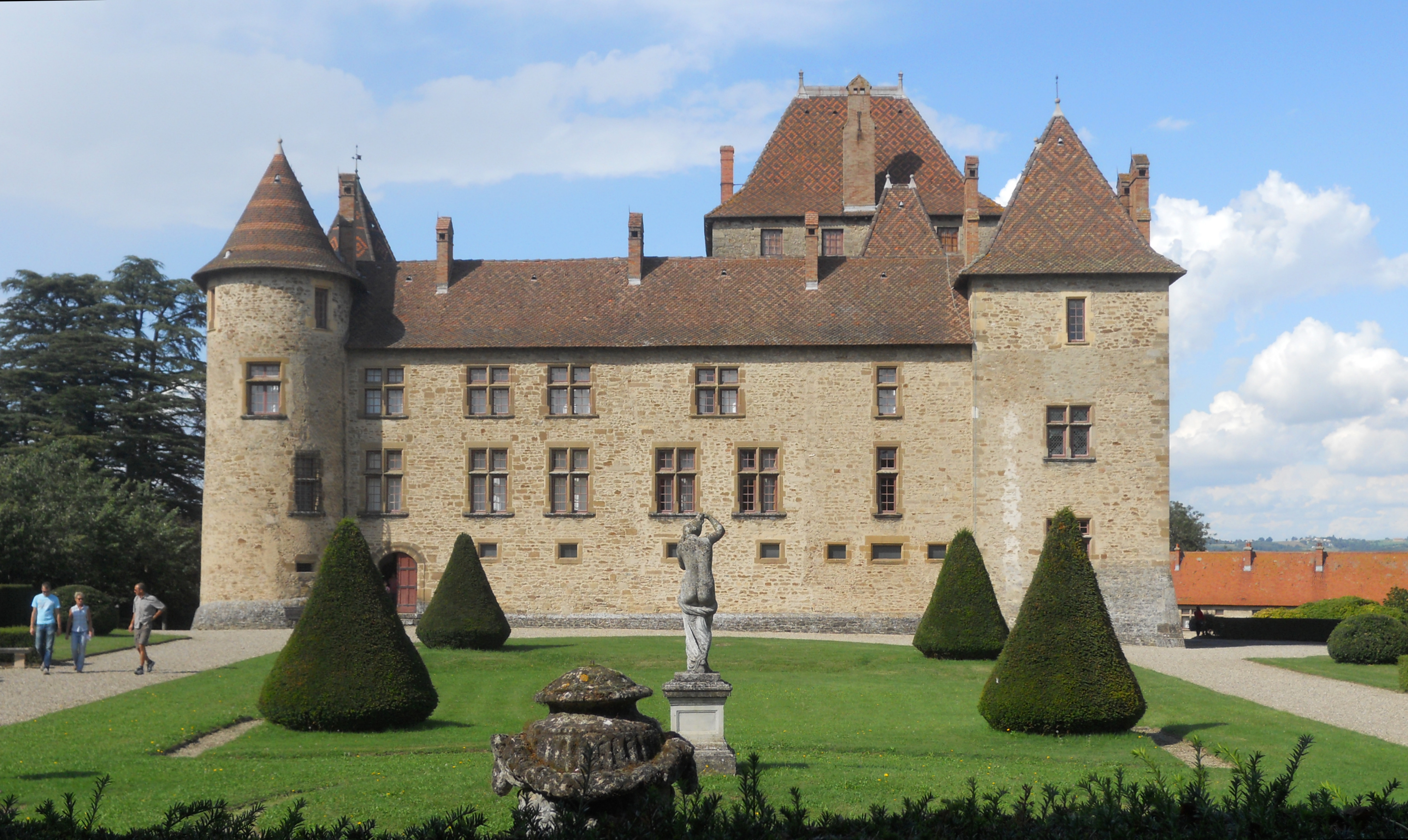
Château, façade sud.
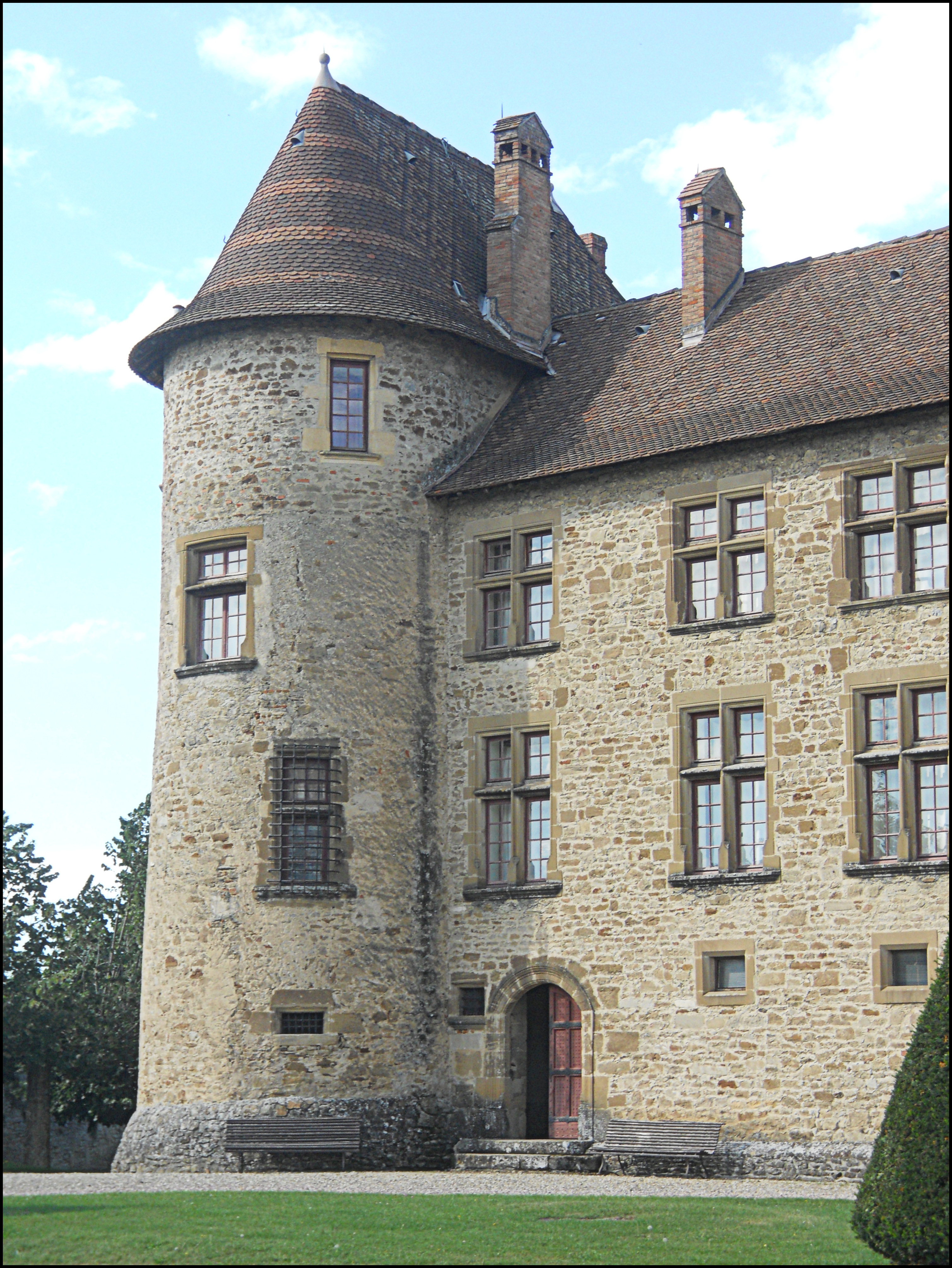
Château, angle sud-ouest.
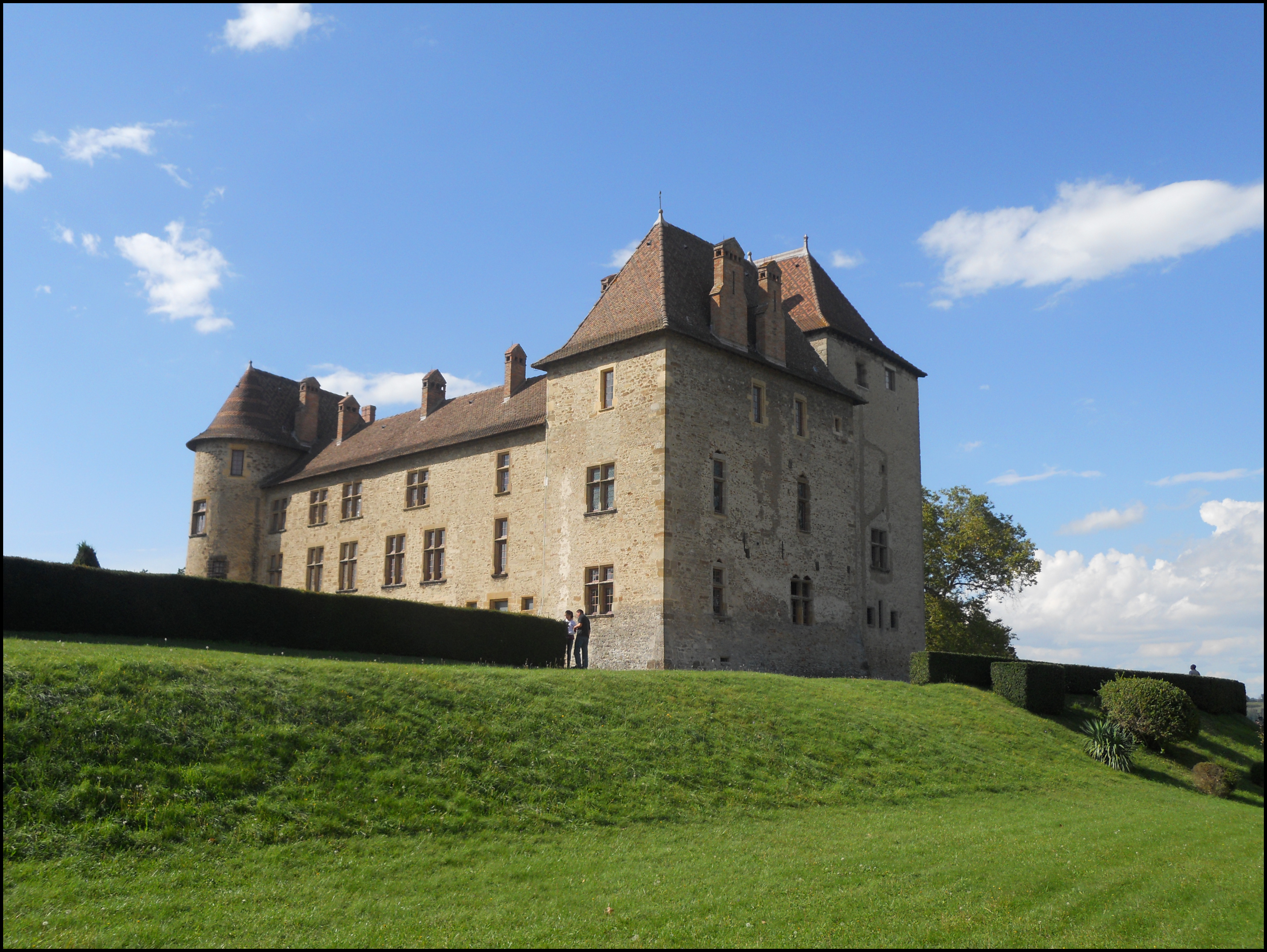
Château, angle nord-est.
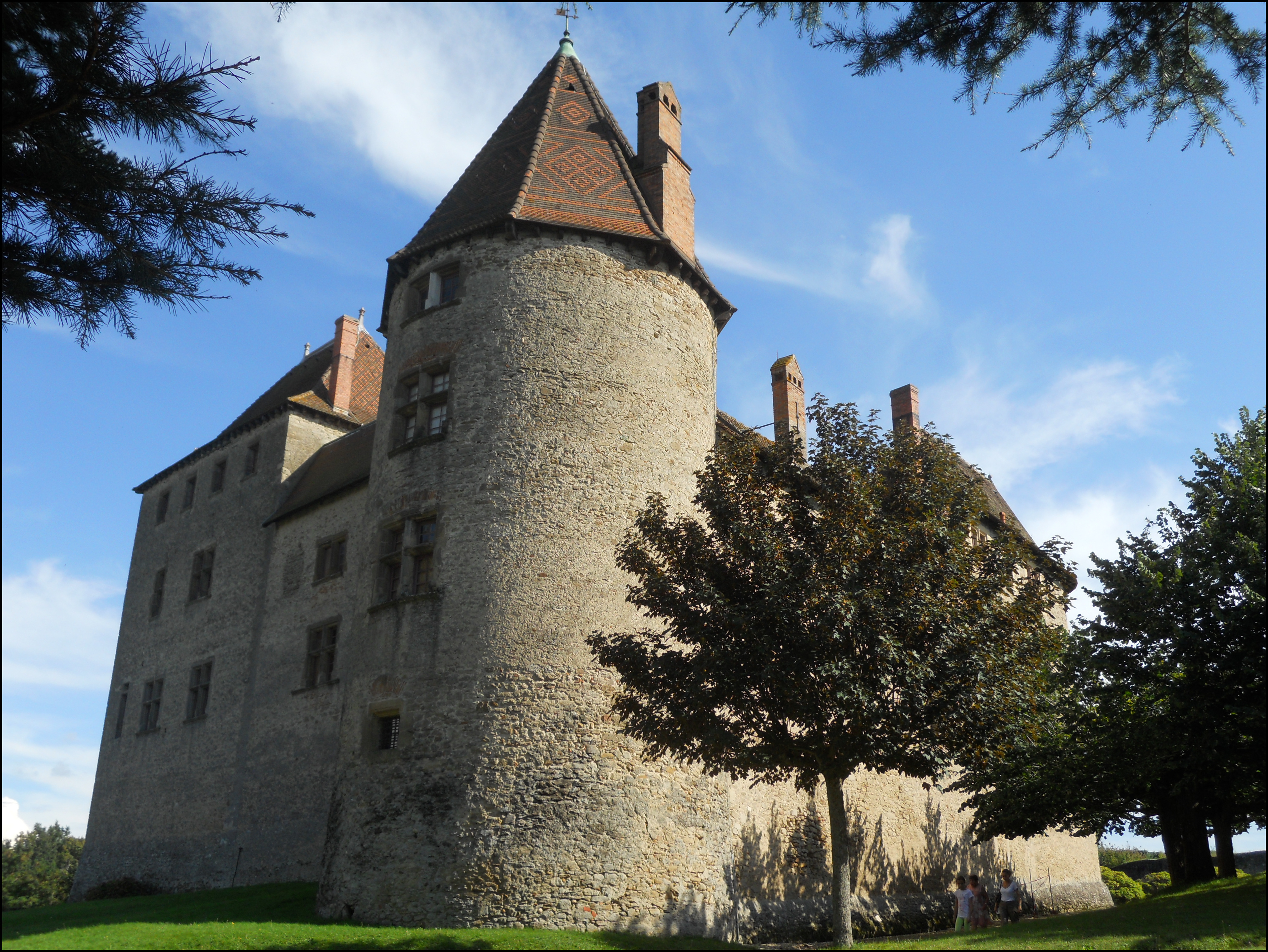
Château, angle nord-ouest.